# Puccinia lasiacidis
Puccinia lasiacidis ist eine Ständerpilzart aus der Ordnung der Rostpilze (Pucciniales). Der Pilz ist ein Endoparasit des Süßgrases Lasiacis divaricata. Symptome des Befalls durch die Art sind Rostflecken und Pusteln auf den Blattoberflächen der Wirtspflanzen. Sie ist ein Endemit Venezuelas.

## Merkmale

### Makroskopische Merkmale
Puccinia lasiacidis ist mit bloßem Auge nur anhand der auf der Oberfläche des Wirtes hervortretenden Sporenlager zu erkennen. Sie wachsen in Nestern, die als gelbliche bis braune Flecken und Pusteln auf den Blattoberflächen erscheinen.

### Mikroskopische Merkmale
Das Myzel von Puccinia lasiacidis wächst wie bei allen Puccinia-Arten interzellulär und bildet Saugfäden, die in das Speichergewebe des Wirtes wachsen. Aecien oder Spermogonien der Art sind nicht bekannt. Die zimtbraunen (oder helleren) Uredien des Pilzes wachsen auf der Unterseite der Blätter des Wirts. Ihre goldenen bis gelben Uredosporen sind meist kugelig, 20–24 × 17–20 µm groß und fein stachelwarzig. Die blattunterseitig wachsenden Telien der Art sind schwarzbraun und lange bedeckt. Die gelben bis hell goldbraunen Teliosporen der Art sind zweizellig, teils längs septiert, länglich bis langellipsoid und 27–29 × 18–20 µm groß. Ihre Stiele sind farblos und bis zu 95 µm lang.

## Verbreitung
Das bekannte Verbreitungsgebiet von Puccinia lasiacidis umfasst lediglich Venezuela.

## Ökologie
Die Wirtspflanze von Puccinia lasiacidis ist Lasiacis divaricata. Der Pilz ernährt sich von den im Speichergewebe der Pflanzen vorhandenen Nährstoffen, seine Sporenlager brechen später durch die Blattoberfläche und setzen Sporen frei. Die Art verfügt über einen Entwicklungszyklus, von dem bislang lediglich Telien und Uredien sowie deren Wirt bekannt sind; Spermogonien und Aecien konnten dem Pilz nicht zugeordnet werden.